# 333210 Lunning
333210 Lunning è un asteroide della fascia principale esterna. Scoperto nel 2006, presenta un'orbita caratterizzata da un semiasse maggiore pari a 3,041617 UA e da un'eccentricità di 0,086960, inclinata di 9,927524° rispetto all'eclittica.
Fa parte della famiglia di asteroidi Emma.
Nicole Lunning è una geologa, petrografa, scienziata planetaria e curatrice di campioni astromateriali statunitense. Studia i processi di formazione dei planetesimi esaminando meteoriti e asteroidi, e conducendo esperimenti petrologici. È la curatrice dei campioni dell'asteroide Bennu per la missione OSIRIS-REx gestita dalla NASA.